# Jonathan Edwards (teolog)
Jonathan Edwards, född 5 oktober 1703, död 22 mars 1758, var en amerikansk väckelsepredikant, teolog och missionär. 

## Levnad
Edwards blev präst i en kongregationalistisk församling i Northampton, Massachusetts 1727. 1750 fick han avsked från sitt ämbete, då församlingen inte ville underkasta sig hans rigorösa kyrkodisciplin i vissa frågor. Edwards blev då indianmissionär. Kort före sin död kallades Edwards till rektor för New Jersey College (idag Princeton University). Edwards räknas som en av Amerikas främsta teologer. Till den av honom bildade skolan, "The New England theology", till denna hörde bland andra sonen Jonathan Edwards den yngre (1745-1801), indianmissionär och utgivare av en för sin tid betydande avhandling om indianernas språk.  Edwards den äldre var morfar till Förenta Staternas tredje vicepresident Aaron Burr.

## Teologi
Edwards företrädde en kalvinsk predestinationslära och gav genom sina botpredikningar på 1730-talet upphov till den angloamerikanska Stora väckelsen, som under Edwards ledning blev av största betydelse för USA:s religiösa liv. Under tiden som indianmissionär skrev han A careful and strict enquiry into the modern prevailing notions of...freedom of will (1754), vilket anses vara hans mest betydande verk. Edwards vill här hävda den gudomliga viljans absoluta suveränitet: människan har förmåga att tjäna Gud, om hon vill det, men denna vilja förlänas henne endast av Gud, i det att han uppenbarar sig som människans högsta goda, vilket dock inte sker med alla. Edwards mest kända predikan är "Sinners in the hands of an angry God" (Syndare i händerna på en vredgad Gud).